# Andreas Erici Helsingius
Andreas Erici Helsingius, född i Segersta socken, död 26 april 1649 i Hagebyhöga socken, Östergötlands län, var en svensk präst.

## Biografi
Andreas Erici Helsingius föddes i Segersta socken. Han var son till kyrkoherden Ericus Petri och Brita. Helsingius blev 1599 kollega i Vadstena och 1600 hovpredikant hos Hertig Johan av Östergötland på Bråborg. Han blev 1604 kyrkoherde i Hagebyhöga församling, Hagebyhöga pastorat, tillträde 1605. Han avled 26 april 1649 i Hagebyhöga socken.

### Familj
Helsingius gifte sig 1604 med Brita Nilsdotter. Hon var dotter till kyrkoherden Nicolaus Johannis och Anna Andersdotter i Grebo församling. Brita Nilsdotter var änka efter kyrkoherden Benedictus Birgeri i Hagebyhöga socken. Helsingius och Nilsdotter fick tillsammans barnen bonden Erik Andersson, kyrkoherden Benedictus Bruzœus i Risinge församling, kaptenen Nils Bruze på Kvissberg i Vinnerstads församling, Anna Bruzœus som var gift med professorn Lars Fornelius i Uppsala och Brita Bruzœus som var gift med kyrkoherden Suno Duræus i Vinnerstads församling.